# グレーター・ウェスタン・シドニー・ジャイアンツ
 グレーター・ウェスタン・シドニー・ジャイアンツ（Greater Western Sydney Football Club）は 、GWS Giants 、 GWSまたはthe Giantsとも呼ばれる。オーストラリアン・フットボール・リーグ （AFL）でプレーするオーストラリアのプロのオーストラリアンフットボールクラブである。
グレーター・ウェスタンシドニー地域とキャンベラを代表して、シドニーオリンピックパーク トムウィルズオーバルにクラブの拠点を置いている 。 主な本拠地は、同じくオリンピックパーク内にあるシドニーショーグラウンドスタジアム。オーストラリア首都特別地域の政府で契約の一環として、 キャンベラのマヌカオーバルで年に4回ホームゲームを実施する。
クラブは2009年に設立され、2012年3月に最初のAFLプレミアマッチをプレーし、シドニー・スワンズに次ぐニューサウスウェールズ州2番目のAFLチームになった。2016年シーズン中に初めて決勝に進出、2019年には初のグランドファイナルでリッチモンドタイガーズと対戦したが、敗北を喫した。
予備チームであるウエスタンシドニー大学ジャイアンツ （旧UWSジャイアンツ ）は、クラブとウエスタンシドニー大学とのパートナーシップの一環として、 ノースイーストオーストラリアフットボールリーグ （NEAFL）に参加 。リザーブチームは、大学のブランド変更を反映して、2016年に名前が変更された 。クラブが運営するネットボールチーム（ ジャイアンツネットボール ）は、 ナショナルネットボールリーグに所属。

## 歴史

### ウェスタンシドニーの設立
開発に含まれるもの 
- メルボルン・クリケット・グラウンドと同じ寸法のメインAFL /クリケットオーバル
- 二番目の楕円
- 1600席のグランドスタンド
- 機能施設
- 屋内クリケット練習センター

ブラックタウンインターナショナルスポーツセンターは、2009年8月22日に正式にオープンした。
2012年4月15日、ジャイアンツは、ブラックタウンインターナショナルスポーツパークで6,875人の観衆の前で、ウェストコーストイーグルスとのレギュラーシーズン初のAFLプレミアゲームを行う。 最終スコアはジャイアンツ10-9-69 –イーグルス23-12-150。

#### プレイヤー募集

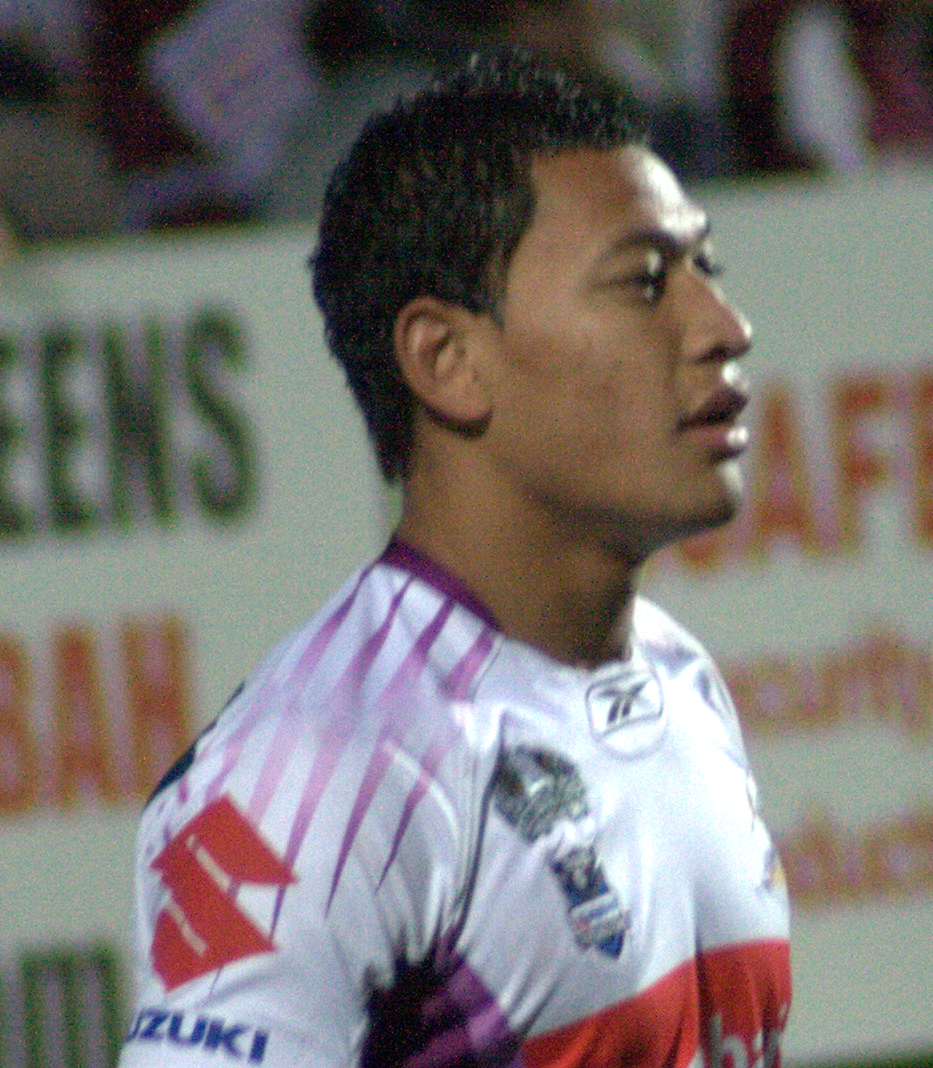
イスラエル・フォラウ元プロラグビーリーグの選手でブリスベンブロンコス出身

### 2012：デビューシーズン
AFLに参入する前、クラブは2010年にTACカップ、2011年にノースイースト・オーストラリアン・フットボール・リーグに出場したほか、2011年と2012年のAFLプレシーズン・トーナメント、2011年のフォックステル・カップにも出場した。
クラブは2012年3月24日、ANZスタジアムでオーストラリアン・フットボール・リーグの初戦となるシドニー・ダービーでシドニー・スワンズと対戦したが、63点差で敗れた。2012年5月12日、クラブは第7戦でゴールドコースト・サンズを13.16(94)対9.13(67)で破り、初勝利を記録した。チームの初年度の他の勝利は、ポート・アデレードに対する34点差の勝利のみだった。

クラブは100点以上の差を5つ含む大敗を喫し、最終シーズンにフィッツロイが打ち立てた4度の記録、1991年のブリスベン・ベアーズ、1985年のセントキルダ、1982年のフッツクレーを破った。残りの4試合で80点以上の差をつけられ、勝率46.17でシーズンを終えた。この勝率の低さは1955年のセントキルダの勝率45.4、それ以前の1919年のメルボルンの勝率43.0以来の最低記録となった。

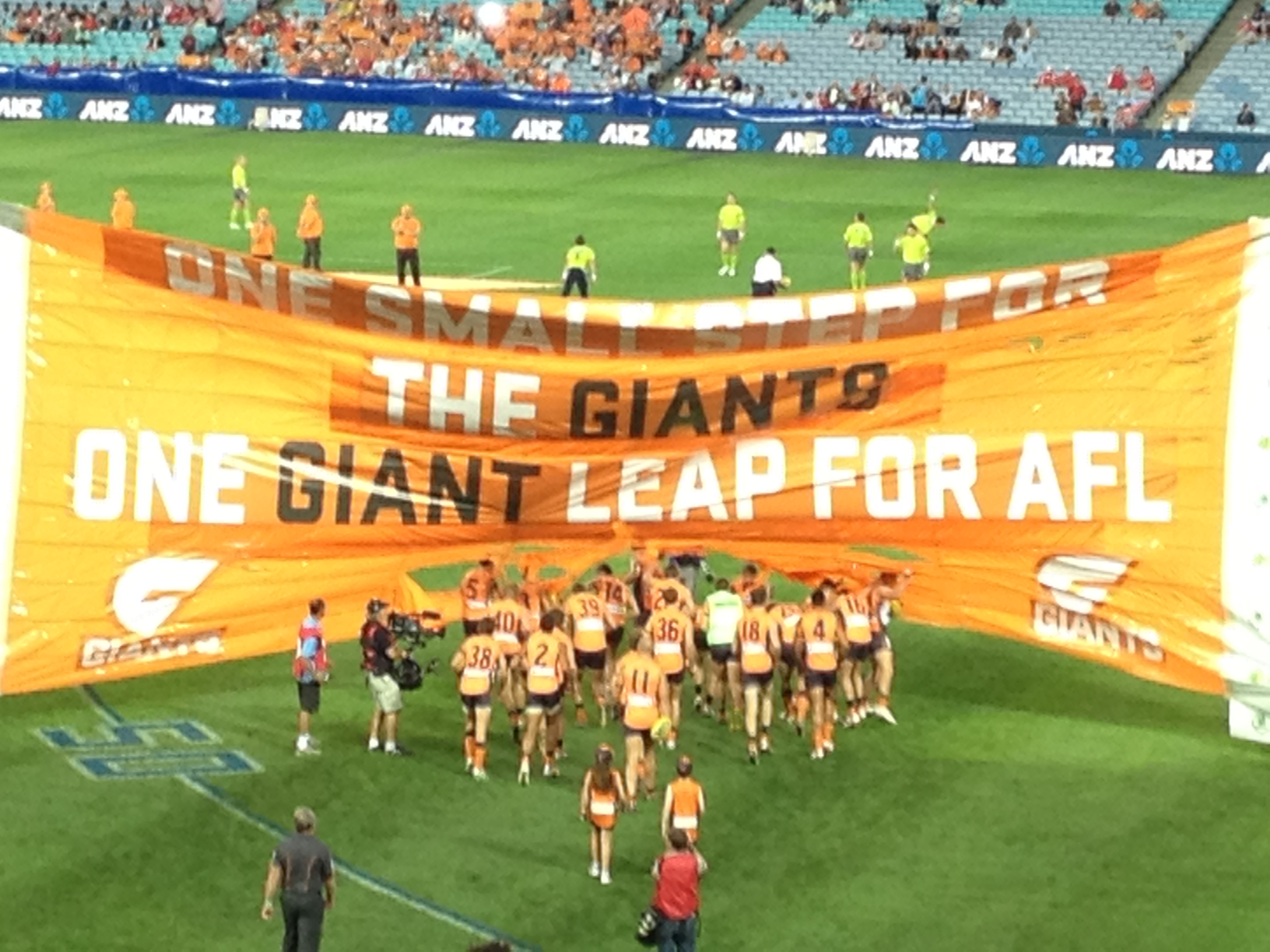
シドニースワンズ(白鳥)に対する最初のGWSゲームのバナー

### 2013：セカンドシーズン
2シーズン目、クラブはデビューシーズンよりもさらに悪い成績を収めた。クラブは最初の17試合で敗れたが、これまでに2001年のフリーマントル、1910年のセントキルダ、そして0勝18敗で終わった7チームに次ぐ不名誉となった。これらのVFL/AFLチームの中で18試合全敗したのは1964年のフィッツロイだった。グレーターウェスタンシドニーの最初の2シーズンの合計勝率は、1901年と1902年のセントキルダ以来、どのクラブの中でも最も低かった。さらにクラブは再び100点差以上で5試合負けを喫し、デビューシーズンの屈辱を繰り返した。
第19ラウンドでは、VFLとAFL史上14番目のクラブが未勝利でシーズンを終えることを避け、メルボルンとのシーズン唯一の試合に勝利し、連敗を21で止めた。ホーム＆アウェイシーズンの最終ラウンドに向けて、ジェレミー・キャメロンはシーズンこの時点で62ゴールを決め、コールマンメダル獲得レースで首位のジャリード・ラフヘッドに2ゴール差の3位に並んだ。
シーズンの終わりに、コーチのケビン・シーディは、2013年にシーディのアシスタントを務めていたレオン・キャメロンの代わりを務めた。2013年12月19日、シーディがクラブの取締役に任命されたと発表された。クラブ会長のトニー・シェパードは、「多くの意味でケビン・シーディはジャイアンツの父である。彼は最初からここにいて、ジャイアンツの設立に貢献してきた」とシーディの重要性を強調した。

### 2014：サードシーズン
グレーター・ウェスタン・シドニーは、スポットレス・スタジアムでの第1ラウンドの対戦で、街をまたぐライバルであるシドニー・スワンズを15.9 99対9.13 67で破るなど、最初の3試合のうち2試合で印象的な勝利を収めて3年目のシーズンをスタートした。最終的には16位（6勝16敗）に終わり、初めて最下位賞を回避するには十分だった 。2014年5月13日、グレーター・ウェスタン・シドニーのミッドフィールダー、トビー・グリーンは、前夜にメルボルンで暴行を加えたとして、危険な武器による暴行や故意に重傷を負わせたなどの罪で起訴された。

### 2015年シーズン
2015年のAFLシーズンが始まる前に、クラブはジェレミー・キャメロンとの再契約に加えて、ライアン・グリフェンとの契約に成功した。クラブ全体では、最終的にプレミアとなるホーソーンに対する勝利を含む、11勝11敗で11位に終わり、かなり成功したシーズンを過ごした。

### 2016年シーズン
クラブの5年目のシーズンは、初めてプラスの勝敗率（16勝6敗）を記録し、初めてのファイナルシリーズ出場権を獲得し、18チーム中4位で終了し、これまでで最高のシーズンとなった。
クラブの2016年シーズンの大きなハイライトは、ラウンド6で3度プレミアに君臨したホーソーンに対する75点差の勝利だった。2015年にはクラブはホークスを10点差で破り、優勝候補として再戦に臨んだものの、この大差は予想外だった。彼らはまた、これまでのシーズンで最大のホーム平均観客数（12,333人）を記録し、新加入選手のスティーブ・ジョンソンはクラブでの1年目に43ゴールを決めた。クラブは第23ラウンドを終えて4位に終わり、次のファイナルシリーズへの2倍のチャンスを確保したことを意味した。街をまたぐライバルのシドニー・スワンズがマイナープレミアに終わったため、 AFL決勝システムの仕組みにより、クラブは5年の歴史の中で初の決勝戦をシドニーでスワンズと対戦することになった。
最初の決勝では、スワンズはスタジアム・オーストラリアでジャイアンツを迎え、60,222 人の観客が試合を観戦した。当時、これはクラブが関与する試合としては史上最大の観客数であった。クラブは以前にAFLファイナルに出場したことのある選手は6名のみであったが、逆にスワンズには決勝戦デビューの選手が6名いた。接戦の前半の後、フォワードのジェレミー・キャメロンが第3Qの5分間で3ゴールを決め、ジャイアンツが36点差で勝利した。この勝利はスティーブ・ジョンソンがスワン・ジョシュ・ケネディと衝突し、その後1試合の出場停止処分を受けたことで台無しになった。これは彼が予選決勝を逃したことを意味した。
2週間後の予選決勝では、クラブはスポットレス・スタジアムでウェスタン・ブルドッグスと対戦し、わずか5年目で2016年のAFLグランドファイナルへの出場権を争った。フィジカル的にもスコアボード上でも接戦の中で、ブルドッグスは55年ぶりのグランドファイナル進出を目指しており、一方クラブは最近の好調を活かそうとしていた。ブルドッグスは前半の大部分をリードし、9点リードでハーフタイムに入った。第3Q、ジャイアンツは3ゴールを決めて11点リードしたが、4分の3時点でリードは1点に縮まった。第4Qの初め、ジャイアンツは2ゴールを決めて14点リードしたが、ブルドッグスもそれに応えて2ゴールを決めてリードを奪い、残り5分の試合時間で同点となった後、ジャックのゴールでゴールを決めた。マクレーはブルドッグスが6点差で試合に勝利した。試合後、レオン・キャメロン監督は、決勝戦の不戦勝はクラブのパフォーマンスに何の影響も与えなかったと述べた。

### 2017年シーズン
2017年に向けてクラブには外部から多くの期待が寄せられていた。2016年後半のクラブの好調のおかげで、多くのメディアがチームを最終的なプレミアリーグとして取り上げていた。
オフシーズンにクラブは、指名権7位、34位、72位とともに指名権3位の指名選手キャム・マッカーシーをフリーマントルにトレードした。キャンベラのアカデミー選手ジャック・スティールは、将来の2巡目指名権とのトレードでセントキルダへ移籍した。不運ではあるが非常に才能のあるポール・アーハーンは69位指名でノース・メルボルンにトレードされた。観客のお気に入りウィル・ホスキン＝エリオットは将来の2巡目指名のためコリングウッド・フットボール・クラブにトレードされた。クラブはカールトン・フットボール・クラブとの強力な取引を継続し、ケイレブ・マーチバンク、ジャロッド・ピケット（アハーンと同様、クラブで試合に出場したことのないドラフト上位指名選手）リス・パーマーと、2017年のドラフトでクラブの2巡目指名権をジーロングの1巡目で獲得した。クラブはリッチモンドの選手で元ドラフト1巡目指名選手のブレット・デレディオを、カールトンから獲得したジーロングの1巡目指名権と自身の3巡目指名権を使ってトレードした。
2016年のドラフトでの指名とトレードによるデレディオの獲得により、クラブはティム・タラント、ウィル・セッターフィールド（アカデミー）、ハリー・ペリーマン（アカデミー）、アイザック・カミング（アカデミー）、ラクラン・ティツィアーニ（アカデミー）、そしてマット・デ・ブールを選手団経由で獲得した。ナショナルドラフトで指名され、ルーキードラフトでテンダイ・ムズングの元リストから外されたもう一人のドッカーも指名された。
クラブはこの1年間、怪我に見舞われてまったくひどい成績を収めたが、なんとかトップ4に食い込んだ。ジョシュ・ケリーは飛躍の年を過ごし、その間ずっと噂される7位で父親の古巣ノース・メルボルンへの復帰を重んじていた。 年俸11,000,000ドルの契約。彼はそのオファーを拒否し、クラブの最終シリーズの前に再契約した。チームは再び最後から2番目のハードルで挫折し、クラブ史上最大の観衆である9万4000人の観衆の前で、最終的にプレミアリーグとなるリッチモンド・フットボール・クラブに再び敗れた。

### 2018年シーズン
彼らは次の10試合で9勝で見事に回復し、レギュラーシーズンの最後の2ラウンドでシドニーとメルボルンに敗れ、3年連続でトップ4に入賞できなかった。  彼らはSCGでの2回目の決勝戦でシドニーを49ポイントで圧倒し、2番目の準決勝で最終点のコリンウッドに10ポイントで敗れた 。
シーズンの終わりに、ファウンデーションプレイヤーのディラン・シールとトム・スカリーがそれぞれエッセンドンとホーソーンにトレードされた。 2ゲーマーのウィル・セッターフィールドもカールトン・フットボールクラブとトレードされた。

### 2019年シーズン

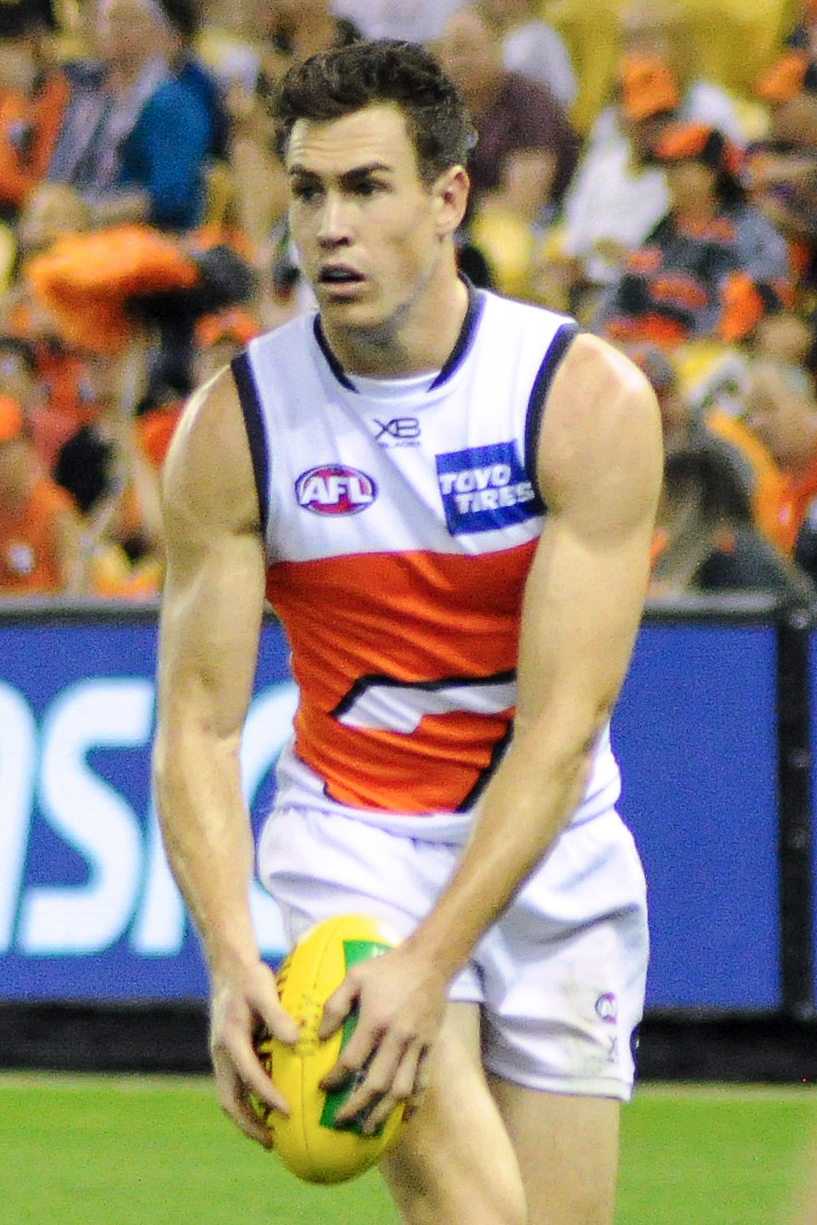
ジェレミー・キャメロン、2019 コールマン・メダリスト

クラブは2019年に4年連続のファイナルシリーズ進出を果たし、13勝9敗でAFLで6位に終わった。彼らは年の初めに、共同キャプテンのカラン・ウォードが第4節のジーロング戦勝利中に前十字靭帯損傷で倒れ、その後シーズンの残りを欠場するという大きな挫折に見舞われた。
ジェレミー・キャメロンは、ホーム＆アウェイシーズン中に67ゴールを決め、大会得点王としてコールマンメダルを獲得した初のグレーター・ウェスタン・シドニー選手となった。特に、シーズン最終節のゴールドコースト戦では9ゴールを決め、ノース・メルボルンのベン・ブラウンに6ゴールの差をつけて試合に臨み、そのままこの賞を獲得した。
クラブは、特に第21戦と第22戦でそれぞれホーソーン戦とウェスタン・ブルドッグス戦で非常に不振な成績を残すなど、納得のいかない調子で2019年のファイナルシリーズに臨んだため、すぐにファイナルから敗退するのではないかと一部では予想されていた。しかし、彼らは最終的に史上初のグランドファイナルに進出することになった。クラブは、わずか3週間前に本拠地で屈辱を与えたブルドッグスに対し、2回目のエリミネーション決勝で58点差をつけて勝利した。その後、ブリスベン・クリケット・グラウンドでのクラシック準決勝でブリスベン・ライオンズを3点差で破り、同様に熱狂的な予選決勝でコリングウッドを4点差で破った。これにより、ブルドッグスが7位から2016年の決定戦に出場した後、クラブは2000年のAFLファイナル8システムの導入以来、トップ4の枠を獲得せずにグランドファイナルに進出した2番目のチームとなった、最終的にはその年の首位の座を獲得することになる。
彼らは9月28日の2019年AFLグランドファイナルで2017年プレミアのリッチモンドと対戦した。タイガースは89点差で3年ぶり2度目の優勝を果たしたが、これはVFL/AFLグランドファイナルでこれまでに経験した中で最も重い敗北の一つとなった。
シーズンの終わりに、ファウンデーションプレーヤーのアダム・トムリンソンがメルボルンにトレードされることが2019年10月8日火曜日に確認された。また、予想されていたドラフト1位指名選手のジョナソン・パットンがホーソーンにトレードされることもあった。2017年のドラフト1巡目指名選手エイデン・ボナーは、トレード期間の最後の数分でノース・メルボルン・フットボール・クラブにトレードされた。ジャイアンツは、ラックのストックを強化するために、当時の模範的なラックであるアデレード・クロウズ・フットボール・クラブからベテランのサム・ジェイコブスを獲得した。

### 2020年シーズン
グレーター・ウェスタン・シドニーは、グランドファイナルでの屈辱的な敗北の償いを目指して2020年のAFLシーズンに臨んだ。しかし、初期の楽観的な見方にもかかわらず、ジャイアンツのシーズンは大きな失望となった。シーズンを通してパフォーマンスにばらつきがあり、ジャイアンツは10位に終わり、2015年以来初めて決勝を逃した。ジャイアンツは、前年の決勝戦でプレーした後に決勝を逃したのは、2016年にプレミアに輝いたウエスタン・ブルドッグスと2017年に続いて、この4年間で3番目のチームとなった。

## クラブのシンボル

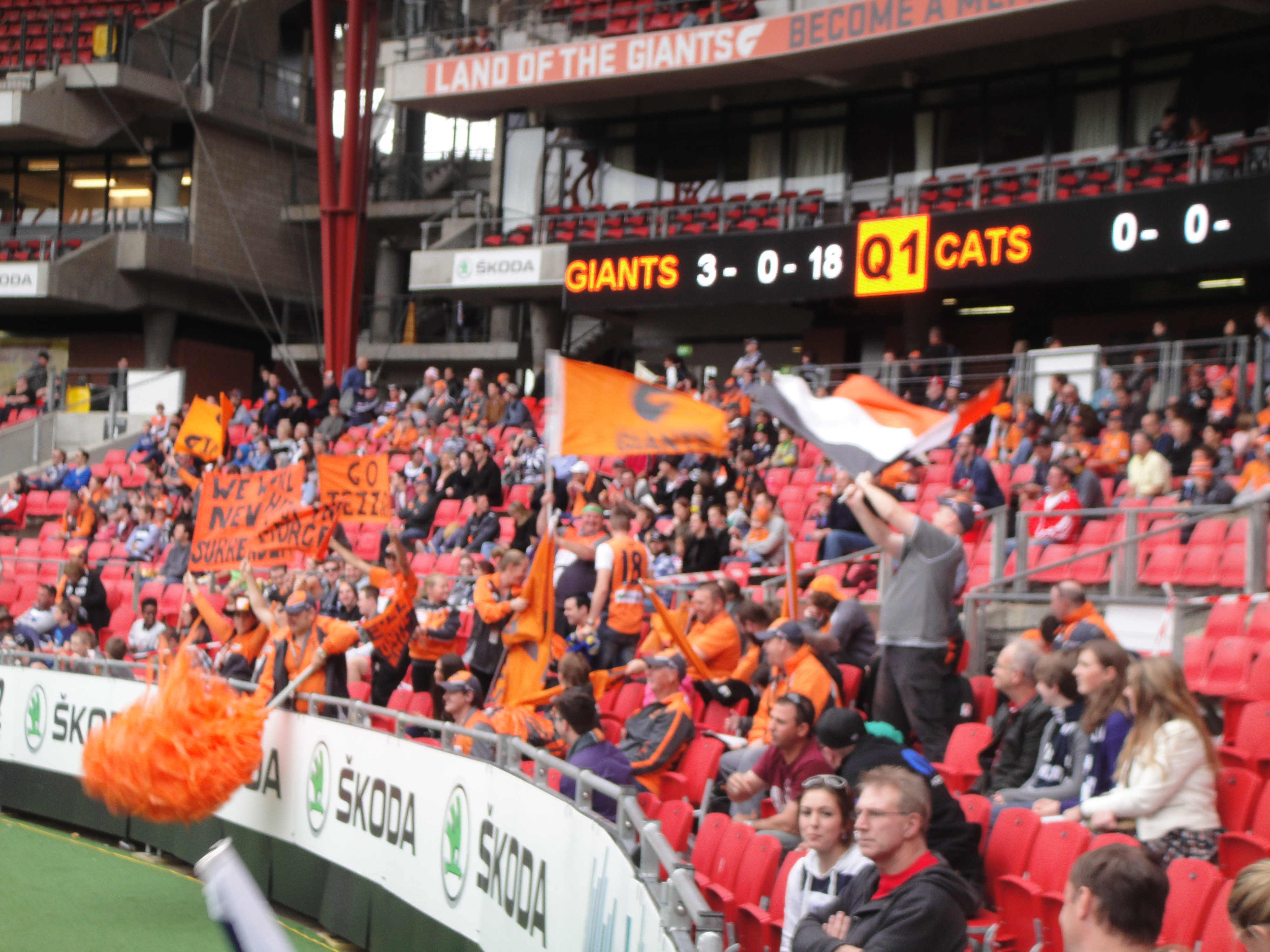
GWSジャイアンツ応援団

2010年11月16日、クラブガーンジーと「ジャイアンツ」のニックネームを発表した。クラブは、すべてのメディアで、 GIANTSの大文字でニックネームをセルフスタイルにしている。  

## 施設
ジャイアンツのトレーニング場はシドニーオリンピックパークにある。オーストラリアのサッカーの先駆者である、ニューウェールズ生まれ・西シドニーとの家族のつながりを持つトムウィルズに敬意を表して、2013年にトムウィルズオーバルと命名された。  クラブは現在、このサイトのWest-Connexセンターでトレーニングを行っている。

### キャンベラ
クラブは、23ドル相当のACT政府との契約に署名した後、最初の10年間、 マヌカオーバル （レギュラーシーズン3、プレシーズン1）で年に4ゲームをプレーする。キャンベラのロゴがガーンジー島に組み込まれ、別のキャンベラガーンジー島がマヌカでのゲームに使用されている。 ジャイアンツは、キャンベラの100周年記念として特別なガーンジー島でプレーし、チームは「キャンベラコミュニティの一部」であると述べた  。GWS / ACTアカデミーも構想されており、その地域はクラブの理事会の代表を務めている 。

## 現在のチーム
クラブの最初の共同キャプテンは、 フィル・デイビス 、 ルーク・パワー 、 カラン・ウォード。 デイビスとウォードはともに2013年にキャプテンとして保持され、トム・スクリーは副キャプテンとしてリーダーシップグループに追加された。

## AFL賞

### 全豪チーム
- 2012：なし
- 2013：ジェレミー・キャメロン（FF）
- 2014：なし
- 2015：ヒースショー（HBF）
- 2016：トビー・グリーン（HFF）、ヒース・ショー（HBF）
- 2017：ジョシュ・ケリー（W）、ディラン・シール（INT）
- 2018：ラチー・ホイットフィールド（HBF）
- 2019：ジェレミー・キャメロン（CHF）

### コールマンメダル
- 2019：ジェレミー・キャメロン（67ゴール）

### AFLCAベストヤングプレーヤー
- 2013：ジェレミー・キャメロン

## 個々の賞
AFLをリードするゴールキッカー
- 2019：ジェレミー・キャメロン

## マッチとラダーの記録
- 最高スコア：グレーターウエスタンシドニー24.16（160）vゴールドコースト8.10（58） 、2017年第2ラウンド 、 シドニーショーグラウンドスタジアム
- 最低スコア：グレーターウエスタンシドニー3.7（25）vリッチモンド17. 12（114）、 グランドファイナル2019 、 メルボルンクリケットグラウンド
- 最高失点：シドニー西部16.8（104）vゴールドコースト21.22（148） 、2013年第5ラウンド 、 マヌカオーバル
- 最低得点：シドニースワンズ4.6（30）vグレーターウエスタンシドニー10.19（79）、エリミネーションファイナル、2018、 シドニークリケットグラウンド
- 最大の勝ちマージン：108ポイント–グレーターウエスタンシドニー20.14（134）vゴールドコースト4.2（26） 、2018年第12ラウンド 、 シドニーショーグラウンドスタジアム
- 最大の損失マージン：162ポイント–グレーターウエスタンシドニー4.7（31）vホーソーン28.25（193） 、2012年ラウンド15 、 メルボルンクリケットグラウンド
- 最長連勝：6ゲーム-ラウンド4、2016-ラウンド9、2016
- 最長連続敗北：21ゲーム-2012年第20ラウンド-2013年第18ラウンド

## AFL女子チーム
2016年4月、クラブは2017年初のAFL女子シーズンにチームに参加するための入札を開始した。クラブは以前、地元のオーバーンジャイアンツフットボールクラブと提携しており、女性アカデミープログラムを運営していた。6月に設立クラブとして発表され、この時点で授与された8つのライセンスの1つを受け取った。

### シーズンの概要
| シーズン | 試合 | 勝利 | 引分 | 敗北 | 順位 | P | R | M | F | W | コーチ             | キャプテン           |
| -------- | ---- | ---- | ---- | ---- | ---- | - | - | - | - | - | ------------------ | -------------------- |
| 2017年   | 7    | 1    | 1    | 5    | 8/8  |   |   |   |   | ♦ | ティム・シュミット | アマンダ・ファルギア |
| 2018年   | 7    | 3    | 1    | 3    | 4/8  |   |   |   |   |   | アラン・マッコネル | アマンダ・ファルギア |
| 2019年   | 7    | 2    | 0    | 5    | 8/10 |   |   |   |   |   | アラン・マッコネル | アマンダ・ファルギア |

### ガブリエルトレーナーメダル受賞者
| シーズン | 受取人               | 参照   |
| -------- | -------------------- | ------ |
| 2017年   | ジェシカ・ダル・ポス | [ 50 ] |
| 2018年   | アリシア・エヴァ     | [ 51 ] |
| 2019年   | レベッカ・ビーソン   | [ 52 ] |